# Tony Chimel
Anthony Ralph Chimel, meglio conosciuto come Tony Chimel (Cherry Hill, 11 ottobre 1967), è un annunciatore statunitense, noto principalmente per aver militato tra il 1989 e il 2020 nella World Wrestling Federation/Entertainment come ring announcer.

## Carriera
Tony Chimel è stato l'annunciatore di SmackDown! fin dalla sua prima puntata nel 1999. Nello stesso anno della nascita di SmackDownǃ, Chimel ha anche sconfitto in un tuxedo match Howard Finkel per continuare a esserne l'annunciatore.
Dal 2005 al 2007 Chimel fu coinvolto in una breve faida con Mr. Kennedy, il quale riteneva che Chimel non annunciasse il suo nome con l'appropriato rispetto che gli spettava.
Nell'ultima puntata di SmackDown! con Kurt Angle come general manager, Angle chiese a Chimel di salire sul ring e scusarsi con lui per poi licenziarlo, ma fu subito riassunto da Mr. McMahon.
Nella puntata di SmackDownǃ del 22 dicembre 2006 annunciò la presenza di The Boogeyman con troppo entusiasmo, attirandone l'attenzione. Per punizione, The Boogeyman mise a Chimel dei vermi in bocca, facendolo fuggire via. Ciò, oltre a determinare il passaggio di Boogeyman dalla parte degli heel, diede vita a una storyline secondo cui Chimel si era infortunato (kayfabe), permettendogli di trascorrere un po' di tempo lontano dal ring. Fino al 13 aprile 2007 fu sostituito da Justin Roberts, annunciatore della ECW. Dal 9 dicembre 2011 è sostituito da Lilián García.
Chimel è tornato come annunciatore in sostituzione dell'indisponibile Lilian Garcia durante la puntata di Raw del 28 dicembre 2015.
Dopo un lungo periodo passato dietro le quinte e come presentatore di numerosi programmi sul WWE Network, attraversato un comunicato, il 9 novembre 2020 la WWE annuncia il licenziamento di Chimel dopo oltre 30 anni.

## Roster annunciati
- Raw (aprile 1997–16 agosto 1999)
- SmackDown (29 aprile 1999–settembre 2007; 9 ottobre 2009–2 dicembre 2011)
- Pay-per-view (1998–2011)
- ECW (settembre 2007–settembre 2009; novembre 2009–8 dicembre 2009)
- Heat
- Velocity (2005–11 giugno 2006)